# Tiéoulé Konaté

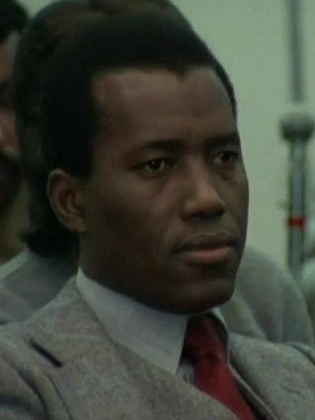
Tiéoulé Konaté, 1978

Tiéoulé Mamadou Konaté (* 21. Februar 1933 in Bamako, Französisch-Sudan, heute: Mali; † 27. Oktober 1995 (Autounfall) zwischen Markala und Niono, Region Ségou, Mali) war ein malischer Politiker der Sudanesischen Union – Afrikanische Demokratische Sammlung (US-RDA), der unter anderem zwischen 1976 und 1979 erster Generalsekretär der AKP-Gruppe sowie 1992 Präsidentschaftskandidat war.

## Leben
Konaté war der Sohn von Mamadou Konaté, der zusammen mit Modibo Keïta die Sudanesische Union (Union Soudanaise) gegründet hatte und zwischen 1946 und seinem Tod am 11. Mai 1956 Mitglied der Französischen Nationalversammlung war. Während der Amtszeit von Präsident Moussa Traoré bekleidete er zwischen 1973 und 1975 das Amt des Finanzministers. 1976 wurde er erster Generalsekretär der Gruppe der afrikanischen, karibischen und pazifischen Staaten (AKP-Gruppe), eine internationale Organisation von zurzeit 79 Ländern in Afrika, der Karibik und dem Pazifik, die zumeist frühere Kolonien Frankreichs und Großbritanniens waren. Diese Funktion bekleidete er bis zu seiner Abwahl im Mai 1980 und wurde dann durch Thomas Okelo-Odongo aus Kenia abgelöst. Später war er Direktor für technische Zusammenarbeit und Ausbildung beim Allgemeinen Zoll- und Handelsabkommen GATT.
Bei den Präsidentschaftswahlen am 12. April 1992 kandidierte Konaté für die Sudanesische Union – Afrikanische Demokratische Sammlung US-RDA (Union Soudanaise – Rassemblement Démocratique Africain) und erreichte dabei mit 14,51 Prozent als zweitbester unter neun Kandidaten die Stichwahl. Bei der Stichwahl am 26. April 1992 erhielt er 30,99 Prozent und unterlag damit deutlich Alpha Oumar Konaré von der Allianz für Demokratie in Mali ADEMA (Alliance pour la démocratie au Mali). Nach der Wahl gründete er am 11. Mai 1992 die aus 13 Parteien bestehende Front zur Sicherung der Demokratie FSD (Front Sauvegarde de la Démocratie) als gemeinsame Opposition gegen Konarés ADEMA, die er zusammen mit Almamy Sylla von der Sammlung für Demokratie und Fortschritt RDP (Rassemblement pour la démocratie et le progrès) leitete.
Aufgrund von Meinungsverschiedenheiten über die zunehmend marxistische Ausrichtung der US-RDA trat Konaté 1993 aus dieser aus und gründete den Block für Demokratie und Integration Afrikas BDIA (Bloc pour la Démocratie et l’Intégration Africaine – Fasso Jiggi). Er kam bei einem Autounfall am 27. Oktober 1995 zwischen Markala und Niono in der Region Ségou im Südwesten Malis ums Leben.